# Талалай, Леонид Николаевич
Леонид Николаевич Талала́й (укр. Леоні́д Микола́йович Талала́й; 11 ноября 1941, Савинцы, Харьковская область — 19 июня 2012, Киев) — украинский поэт.

## Биография
Родился 11 ноября 1941 года в селе Савинцы (ныне Балаклейский район, Харьковская область, Украина). Умер 19 июня 2012 года. Похоронен в Киеве на Байковом кладбище.

## Награды и премии
- Национальная премия Украины имени Тараса Шевченко (1993) — за сборник стихов «Избранное»
- Литературная премия имени Владимира Сосюры

## Творчество
Дебютировал в 1956 году, опубликовав свои стихи в горловской городской газете «Кочегарка». В 1967 в Донецке вышел первый сборник его произведений «Журавлиний леміш».
Издал 11 поэтических книг.

## Сборники стихов
- «Журавлиний леміш» (1967)
- «Вітрила тривог» (1969)
- «Осінні гнізда» (1971)
- «Не зупиняйся, мить!» (1974)
- «Допоки твій час» (1979)
- «Високе багаття» (1981)
- «Глибокий сад» (1983)
- «Наодинці зі світом» (1986)
- «Луна озвалась на ім’я» (1988)
- «Вибране» (1991)
- «Крилом по землі» (1996)
- «Неурахований час» (2006)
- «Безпритульна Течія» (2011)